# Dimos Missolonghi
Dimos Missolonghi (Missolonghi) är en kommun i Grekland.   Den ligger i prefekturen Nomós Aitolías kai Akarnanías och regionen Västra Grekland, i den centrala delen av landet, 210 km väster om huvudstaden Aten. Antalet invånare är 35 805.